# Découverte de psychotropes dans des momies égyptiennes
La découverte de psychotropes dans des momies égyptiennes (nicotine en 1976 puis en 1992, puis d'autres substances) dans des momies égyptiennes, possiblement confirmée par des examens ultérieurs — particulièrement en ce qui concerne la nicotine — a intrigué certains archéobotanistes et archéologues, et aurait pu laisser croire à des utilisations de tabac et de cocaïne remontant à l'époque pré-colombienne.
L'apport de nicotine par les fumeurs au contact des momies est aujourd'hui l'hypothèse la plus vraisemblable permettant d'expliquer ce phénomène.

## Découvertes
La première découverte de composants du tabac dans une momie égyptienne remonte à l'examen en France de la dépouille de Ramsès II en 1976 à l'initiative de l'historienne Christiane Desroches Noblecourt :
« Au moment de la momification, son torse avait été rempli de nombreux produits désinfectants : les embaumeurs avaient utilisé un fin « hachis » de feuilles de Nicotiana L., trouvé contre les parois internes du thorax, à côté de dépôts de nicotine, certainement contemporains de la momification, mais qui posent un problème, car ce végétal était inconnu en Égypte, semble-t-il. »
L'étude botanique de la momie est confiée à Mme Michèle Lescot, taxonomiste et spécialiste en anatomie végétale du laboratoire de phanérogamie du Muséum d'histoire naturelle de Paris. La découverte de composants de Nicotiana parmi les débris végétaux du baume viscéral laisse la spécialiste perplexe. Les railleries de ses confrères accompagnent sa première constatation, car la Nicotiana L. est un élément constitutif du tabac américain.
Elle confie quelques échantillons à Steffan, spécialiste du laboratoire d'entomologie du Muséeum, et non seulement celui-ci confirme les recherches de sa consœur mais en plus y découvre la présence d'un coléoptère parasite du tabac américain. 
Elle décide alors d'envoyer d'autres échantillons de baume au professeur Metcalfe en Angleterre, mondialement connu pour ses travaux d'anatomie végétale. Ce dernier confirme après une étude minutieuse la présence de tabac à l'intérieur de la momie. 
En 1992, Svetla Balabanova, toxicologue et médecin légiste du laboratoire du musée des antiquités égyptiennes de Munich, met aussi  en évidence la présence, non seulement de nicotine, mais aussi de cocaïne et de principe actif du haschich dans les momies du musée (comme celle d'Henouttaoui). Si la présence de cette dernière substance n’étonne pas, les deux premières ne sont pas censées avoir fait leur chemin en Eurasie à l'époque précolombienne.
En 1995, Nerlich et ses collaborateurs identifient la présence des trois substances dans de nombreux organes d’une momie datée d’environ -950, avec la plus forte concentration de nicotine et de cocaïne dans l’estomac, de haschich dans les poumons.
En 1997, Mme David, conservatrice du département d’égyptologie du musée de Manchester, se rend à Munich pour une contre-expertise aux résultats de Balabanova, sponsorisée par la chaîne de télévision Discovery. Elle n’a pas accès à toutes les momies ; bien que certaines, fragmentaires, semblent des faux, d’autres lui semblent authentiques. Elle n’y découvre pas de cocaïne, mais confirme la présence de nicotine, mais pas de cotinine, un métabolite de cette dernière.

## Hypothèses
La validité des procédures d’analyse, donc des résultats, n’est plus remise en question. Ainsi, dans le cas de la momie de Ramsès II, la présence d'une plante appartenant au genre Nicotiana L. uniformément répartie dans tous les prélèvements et jusque dans les endroits les plus inaccessibles de la momie exclut l'hypothèse d’une supercherie. Différentes hypothèses ont été proposées.

### Faux ou artefact
L’imprégnation de nicotine par les fumeurs au contact des momies - lorsque celles-ci n’étaient pas protégées comme elles le sont actuellement - ou la fumigation de tabac, attestée dans certains cas comme insecticide ou désinfectant, ont été évoquées. Ce dernier usage expliquerait, selon P.C. Buckland et E. Panagiotakopulu, la présence de tabac dans les momies, les présences de cocaïne et de cannabis étant quant à elles bien moins certaines.

### Emploi de plantes inconnues ou disparues
En 1975, Hermann Merxmüller décrit une nouvelle espèce de Nicotiana découverte en Namibie, Nicotiana africana (en), permettant d’envisager l’existence d’un tabac africain, malgré l’absence de traces d’un commerce égypto-namibien en la matière. La cocaïne reste inexplicable. Certains font remarquer que le lotus bleu utilisé en Égypte pour ses propriétés psychotropes, trop recherchée, s'est trouvé en danger d'extinction. Il aurait pu exister une plante contenant de la coca ayant disparu.

### Utilisation d'autres plantes
La nicotine est produite par beaucoup d'autres plantes communes en Afrique, notamment celles appartenant à la famille des solanacées, mais on en trouve aussi dans les plants d'aubergine ou certains choux.

### Contamination externe
Des travaux ultérieurs à ceux de Mme David sur un plus grand nombre de momies confirmeront ses résultats. La consommation de tabac du vivant des personnes embaumées pourrait alors céder le pas à l'hypothèse d'une contamination durant l'excavation ou le transfert des corps au moment de leur découverte entre la fin du XIXe et le début du XXe siècle. Les travaux de Balabanova et al. n'ayant pas tenu compte des possibles sources de contamination, l'ingestion de produits par ailleurs utilisés dans diverses préparations muséales pour la conservation des momies jette une certaine ombre sur la validité des résultats.